# Agustina Morriconi
Agustina Morriconi, inscripta de nacimiento como Agostina Giovanna Morriconi (29 de mayo de 1895, Téramo, Italia - 1 de mayo de 1973, Bahía Blanca) fue una pintora ítalo-argentina, esposa de Ezequiel Martínez Estrada.

## Infancia y juventud
Nació en la ciudad de Téramo (cerca de Ascoli Piceno, en la región de los Abruzos, Italia) el 29 de mayo de 1895, hija de Aristodemo Morriconi, profesor de música, y de Zama Corvini; tuvo un hermano y una hermana. En 1896 su familia emigró a Argentina, y se crio en Rosario, donde tomó clases de pintura con Mateo Casella.
En el año 1910 volvió a Italia para perfeccionarse en pintura, como alumna de la Academia de Bellas Artes de Firenze, y en arte escénico ateniense. Se recibió en el año 1916, aunque la sorprendió la Primera Guerra Mundial, por lo que recién pudo regresar a la Argentina en 1918, cuando tenía 21 años.

## Vida con Ezequiel Martínez Estrada
En 1920, época en la que trabajaba en un taller, Agustina conoció al joven poeta Ezequiel Martínez Estrada, quien en ese momento trabajaba en el Correo Central de Buenos Aires; se casaron el 10 de enero de 1921. A partir de la creciente fama de su marido, sus vidas comienzan a cambiar, sobre todo cuando su labor de ensayista empieza a ganarle reconocimiento, galardones y viajes: en 1927, realizan una extensa gira por Europa que los lleva a Florencia, Nápoles, Roma, Milán, París, Pamplona, Madrid y Vigo, entre otras ciudades. En esa época también realizaron viajes al norte argentino y a Bolivia.
En 1931 compran un campo en Goyena, provincia de Buenos Aires, y en 1949 se instalan en Bahía Blanca. Acompañó a su esposo en los diversos destinos donde vivieron, como Rusia en 1957, Rumania, Austria, México en 1960, o Cuba, donde permanecieron tres años, mientras Martínez Estrada estudiaba a Martí en la Casa de las Américas de La Habana. Durante estos años abandonó el arte para dedicarse a acompañar a su cónyuge en sus viajes.
En febrero de 1963 la pareja se reinstaló en Bahía Blanca, donde residieron desde entonces. Retomó el arte, abocándose sobre todo a la escultura. Luego del fallecimiento de su esposo, el 4 de noviembre de 1964, crea la Fundación Ezequiel Martínez Estrada, que se inaugura el 11 de agosto de 1968. En esta tarea procura recuperar mucha de la correspondencia escrita por su difunto esposo, así como sus obras. Fue directora de la fundación hasta su muerte, que ocurrió el 1 de mayo de 1973.